# Bernard Görlich
Bernard Görlich (* 1949 in Hofheim am Taunus) ist ein deutscher Sozialpsychologe.
Görlich wurde 1979 an der Goethe-Universität Frankfurt mit einer Arbeit über Individuum und Gesellschaft bei Erich Fromm promoviert. Er war Assistent von Alfred Lorenzer, dessen Buch Szenisches Verstehen. Zur Erkenntnis des Unbewußten er 2006 posthum herausgab.
Görlich ist Lehrer an einer Gesamtschule. Nebenbei lehrt er als Privatdozent am Institut für Soziologie der Goethe-Universität.

## Schriften
Als Autor:
- Individuum und Gesellschaft bei Erich Fromm. Zum Versuch der Synthese von Freud und Marx im Frommschen Gesamtwerk. 1979 (Dissertation, Universität Frankfurt am Main, 1979).
- Die Wette mit Freud. Drei Studien zu Herbert Marcuse. Nexus, Frankfurt 1991, ISBN 3-923301-39-1.
- mit Alfred Schmidt: Philosophie nach Freud. Das Vermächtnis eines geistigen Naturforschers. Zu Klampen, Lüneburg 1995, ISBN 3-924245-47-9.

Als Herausgeber
- Der Stachel Freud. Beiträge und Dokumente zur Kulturismus-Kritik. Suhrkamp, Frankfurt 1980, ISBN 3-518-10961-8; veränderte Neuausgabe: zu Klampen, Lüneburg 1994, ISBN 3-924245-34-7.
- Alfred Lorenzer: Szenisches Verstehen. Zur Erkenntnis des Unbewußten. Hrsg. von Ulrike Prokop und Bernard Görlich. Tectum, Marburg 2006, ISBN 3-8288-8934-4.